# Џо Пери (музичар)
Ентони Џозеф Переира (енгл. Anthony Joseph Pereira; Лоренс, 10. септембар 1950), познатији као Џо Пери (енгл. Joe Perry), амерички је музичар, главни гитариста, позадински и повремено главни певач, текстописац америчког рок бенда Аеросмит. Он је на месту 84. на Ролинг стоун листи 100 највећих гитариста свих времена. Као део Аеросмита примљен је у Рокенрол кућу славних 2001., а 2013. су Пери и његов партнер у писању песама Стивен Тајлер су примили АСЦАП фаундерс и били примљен у "Кућу славних текстописаца". У октобру 2014, Simon & Shuster су издали Rocks: My Life In and Out of Aerosmith, коју је написао Џо Пери са Дејвидом Рицом.